# عفريت مراتي (فلم)
عفريت مراتي (بالعربية: عفريت زوجتي) هو فيلم مصري تم إنتاجه عام 1968، من إخراج فطين عبد الوهاب، بطولة صلاح ذو الفقار وشادية.

## قصة الفيلم
تعاني عايدة من الفراغ بسبب انشغال زوجها صالح الدائم في عمله أو مع اصدقائه، فتشغل وقت فراغها بمشاهدة الأفلام، إلا أن استمرارها بمشاهدة الأفلام يصيبها بمرض تقمص الشخصيات، فهي مرة بطلة غادة الكاميليا ومرة ريا بعد مشاهدتها لفيلم ريا وسكينة ومرة أخرى تتسبب في فضيحة لزوجها عندما تتقمص شخصية إيرما لادوس بوجود ضيوف زوجها الذين جاؤوا إلى المنزل مع مديرهم من أجل تهنئته بالترقية.
بعد كل محاولات صالح الفاشلة لعلاج زوجته اقترح عليه صديقه رائف بوضع خطة لعلاج عايدة عن طريق إيهامها بأن زوجها صالح اسمه الحقيقي حواش حنكورة وأن له ماضي إجرامي وأنه عاد لمزاولة نشاطه الإجرامي ذلك بمساعدة صديقيه شافعي ولمعي وتنجح الخطة في الهاء عايدة عن مشاهدة الأفلام ولكنهم يتمادوا في خطتهم عندما يقترح عليهم رائف تنفيز خطة سرقة وهمية للبنك الذي يعمل به صالح ولكن عندما يصل صالح وشافعي ولمعي للبنك وورائهم عايدة تقبض عليهم الشرطة بتهمة سرقة البنك ويأخذوهم إلى مكان مجهول وهناك يتضح أنهم ليسوا من الشرطة ولكنهم افراد عصابة يرئسها صديق صالح المزعوم رائف وقد سرقوا البنك وينون الصاق التهمة بصالح واصدقائه ولكن الشرطة تأتي وتكشف المؤامرة وتقبض علي العصابة، وتعود عايدة إلى حالتها الطبيعية ويتفرغ صالح للاهتمام بزوجته وبيته ثانية.....

## فريق العمل
- الإخراج: فطين عبد الوهاب
- سيناريو وحوار: علي الزرقاني
- قصة: لوسيان لامبير
- الإنتاج: أفلام إيهاب الليثي
- التوزيع الداخلي: أفلام جمال الليثي (بمصر وجميع أنحاء العالم)
- التوزيع الخارجي: وكالة الجاعوني (بالدول العربية)

## طاقم التمثيل
- صلاح ذو الفقار في دور صالح
- شادية في دور عايدة
- عماد حمدي في دور رائف
- عادل إمام في دور شافعي
- حسن حسين في دور لمعي
- آمال زايد في دور والدة عايدة
- حسن مصطفى في دور حفظي مدير صالح في البنك
- هالة فاخر في دور عنايات اخت صالح
- الطوخي توفيق في دور من العصابة
- حسين إسماعيل في دور سلامة خادم رائف
- نبيلة السيد في دور أنيسة
- إبراهيم سعفان في دور زبون إيرما لادوس
- سلامة إلياس في دور من العصابة
- عباس رحمي في دور مدير البنك
- سناء ماهر في دور زوجة مدير البنك
- سهير رضا في دور زوجة حفظي
- سيد عبد الله في دور الدكتور سامي

## أغاني الفيلم
غناء: شادية
- إيرما لادوس

تاليف حسين السيد، الحان منير مراد
- فارس أحلامي

تاليف حسين السيد، الحان منير مراد

## روابط خارجية
- مقالات تستعمل روابط فنية بلا صلة مع ويكي بيانات